# الصادق قمش
الصادق قمش (1940 - 9 أغسطس 2024)، فنان تشكيلي رسام تونسي. 
ينتمي الصادق قمش، إلى الجيل الثاني من الفنّانين التشكيليّين في تونس؛ حيث يُعد أحد مؤسّسي الحركة التشكيلية المعاصرة في بلاده، وواحداً من أبرز أسمائها من خارج "مدرسة تونس" التي تأسّست عام 1936. بدأ قمش الرسم في الخمسينيات من القرن العشرين، ليُراكم مجموعة من التجارب التي شكّلت مسيرته الفنّية التي طغى عليها أسلوبه التشخيصي التجريدي.

## وفاته
رحل صباح يوم الجمعة 9 أغسطس 2024 عن واحد وثمانين عاماً.